# St. Michael (Zug)

Luftbild (1947)

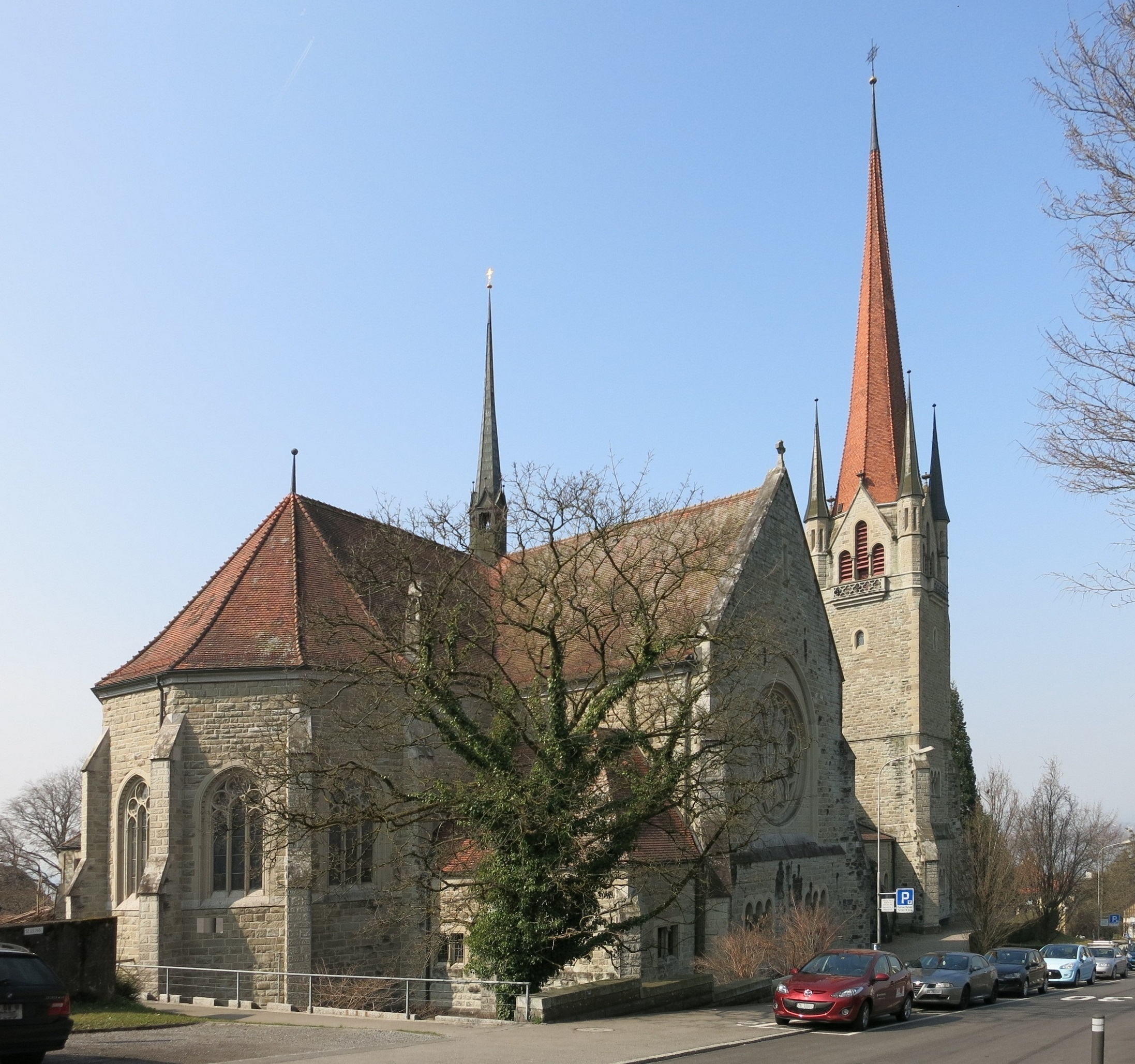
Ansicht von Osten (2015)

Die römisch-katholische Kirche St. Michael ist die dem Stadtpatron St. Michael gewidmete Pfarrkirche in Zug. Sie ist das grösste Kirchengebäude der Stadt.
Eine erste Michaelskirche, die ins erste Jahrtausend zurückreicht, stand 200 m oberhalb der heutigen Kirche im Friedhof neben dem Beinhaus. Sie wurde 1898/1899 abgerissen und durch den Neubau von Karl Moser vom Büro Curjel & Moser ersetzt. Dieser wurde 1902 geweiht.

## Bau und Ausstattung

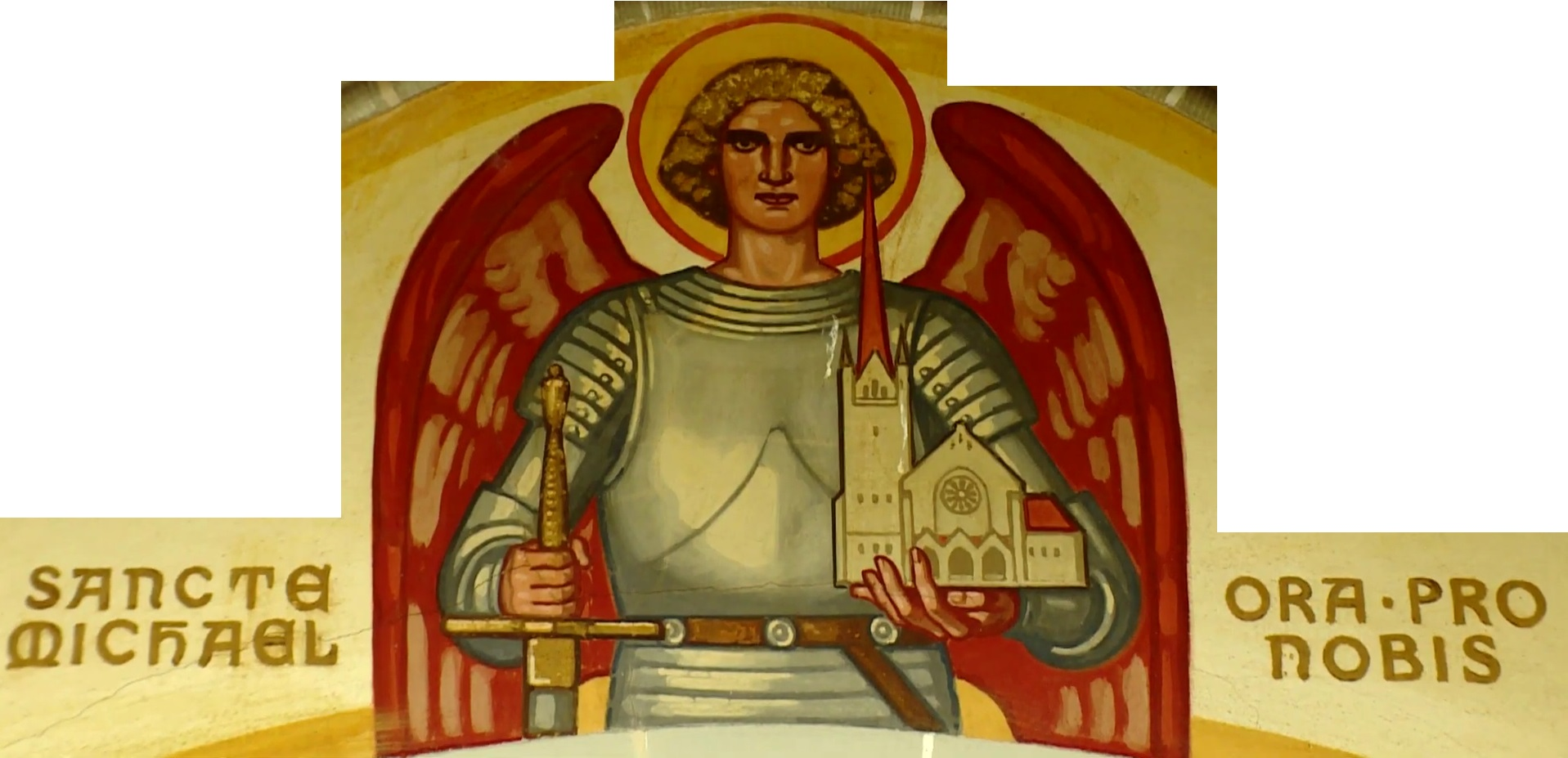
Erzengel Michael mit Modell der Kirche. Wandgemälde im rechten Portaltympanon von Hellmut Eichrodt.

Die Kirche ist eine späthistoristische Basilika mit Querhaus und polygonaler Apsis. Die Stilformen sind neuromanisch mit leicht gespitzten Bögen. Die Eingangsfront mit drei Portalen ist nach Nordwesten ausgerichtet. Sie wird an der Nordseite flankiert von einem grossen quadratischen Glockenturm mit Spitzhelm und Ecktürmchen. Auf der Vierung steht ein Dachreiter. In der Portalfassade und den Querhausfassaden sind grosse Fensterrosen.
Im Kirchturm sind fünf Glocken aus Bronze untergebracht. Sie wurden 1902 von der Aarauer Glockengiesserei H. Rüetschi unter Verwendung der eingeschmolzenen Glocken der Vorgängerkirche gegossen und auf die Schlagtöne b° – des' – es' – ges' – b' gestimmt.
Die drei Schiffe des Langhauses tragen Kreuzrippengewölbe. Die reiche bauzeitliche Ausstattung in neuromanischen, neugotischen und Jugendstil-Formen ist vollständig erhalten. An ihren Entwürfen waren Künstler aus dem Karlsruher Umfeld des Büros Curjel & Moser beteiligt, darunter Max Laeuger, Hermann Binz und Oskar Kiefer, der unter anderem den Haupt- und den südlichen Seitenaltar entwarf. Hellmut Eichrodt schuf mehrere Wandgemälde.

## Orgel
Eine Orgel in St. Michael ist bereits im Jahr 1457 nachweisbar, die einem Kirchenbrand zum Opfer fiel. Orgelneubauten folgten 1596 und 1643 und mehrere Renovierungen im 18. und 19. Jahrhundert, bis die Orgel wegen des Kirchenneubaus abgetragen wurde.
1902 schuf Carl Theodor Kuhn ein neues Werk mit 43 Registern auf drei Manualen und Pedal mit pneumatischen Membranladen und vorderspieligem Spieltisch.
Das heutige Instrument der Firma Orgelbau Kuhn stammt von 1965. Es verfügt über 50 Register auf drei Manualen und Pedal mit mechanischen Schleifladen und folgender Disposition:
| I Hauptwerk C–g3 |        |
| Prinzipal        | 16′    |
| Prinzipal        | 08′    |
| Rohrgedackt      | 08′    |
| Gemshorn         | 08′    |
| Oktave           | 04′    |
| Nachthorn        | 04′    |
| Quinte           | 2 ⁄3′  |
| Superoktave      | 02′    |
| Blockflöte       | 02′    |
| Terz             | 1 3⁄5′ |
| Septime          | 1 ⁄7′  |
| Mixtur V–VI      | 1 ⁄3′  |
| Zimbel II–III    | 1⁄2′   |
| Zinke            | 08′    |

| II Rückpositiv C–g3 |       |
| Gedackt             | 08′   |
| Quintatön           | 08′   |
| Praestant           | 04′   |
| Rohrflöte           | 04′   |
| Oktave              | 02′   |
| Larigot             | 1 ⁄3′ |
| Sifflöte            | 01′   |
| Scharf IV–V         | 01′   |
| Regal               | 16′   |
| Krummhorn           | 08′   |
| Tremolo             |       |

| III Schwellwerk C–g3 |         |       |
| Bourdon              | 16′     |       |
| Prinzipal            | 08′     |       |
| Flauto-major         | 08′     |       |
| Gamba                | 08′     |       |
| Unda-maris ab c      | 08′     |       |
| Suavial              | 04′     |       |
| Koppelflöte          | 04′     |       |
| Viola alta           | 04′     |       |
| Flageolet            | 02′     |       |
| Terzian              | 1 3⁄5′+ | 1 ⁄3′ |
| Mixtur V–VI          | 02′     |       |
| Fagott               | 16′     |       |
| Trompete harm.       | 08′     |       |
| Clairon              | 04′     |       |
| Tremolo              |         |       |

| Pedal C–f1      |       |
| Untersatz       | 32′   |
| Prinzipalbass   | 16′   |
| Subbass         | 16′   |
| Zartbass        | 16′   |
| Prinzipal       | 08′   |
| Spillpfeife     | 08′   |
| Oktave          | 04′   |
| Mixtur IV       | 2 ⁄3′ |
| Posaune         | 16′   |
| Trompete        | 08′   |
| Klarine         | 04′   |
| Singend-cornett | 02′   |